# UEFA Women's Champions League 2020-21
UEFA Women's Champions League 2020-21 var den 20. sæson af Europas førende klubfodboldturnering for kvinder, som organiseres af UEFA, og den 12. udgave siden den fik et nyt brand som UEFA Women's Champions League.
CL-finalen blev afholdt på Gamla Ullevi i Göteborg, Sverige. Vinderen af UEFA Women's Champions League 2020–21 ville automatisk blive kvalificeret til UEFA Women's Champions League 2021-22 gruppespil, som blev den første sæson med 16 hold i gruppespillet.
Lyon var forsvarende mestre, hvor de havde vundet de forrige fem sæsoner. Spanske FC Barcelona vandt for første gang turneringen, efter finalesejr 4–0 over engelske Chelsea.

## Kvalifikationsrunder

### Første kvalifikationsrunde
Kampene blev spillet den 3. og 4. november 2020.
| Hold 1               | Resultat          | Hold 2              |
| -------------------- | ----------------- | ------------------- |
| CSKA Moskva          | 2–0               | Flora               |
| FC Minsk             | 3–0               | Rīgas FS            |
| Spartak Subotica     | 4–0               | Agarista Anenii Noi |
| Pomurje              | 3–0               | Breznica Pljevlja   |
| Zhytlobud-2 Kharkiv  | 9–0               | Alashkert           |
| Okzhetpes            | 1–2 (efs)         | Lanchkhuti          |
| Valur                | 3–0               | HJK                 |
| Vålerenga            | 7–0               | KÍ                  |
| Górnik Łęczna        | 4–1               | Split               |
| Apollon Limassol     | 3–0               | Swansea City        |
| Gintra Universitetas | 4–0               | Slovan Bratislava   |
| Ferencváros          | 6–1               | Racing FC           |
| St. Pölten           | 2–0               | Mitrovica           |
| NSA Sofia            | 3–1               | Kamenica Sasa       |
| Anderlecht           | 8–0               | Linfield            |
| Glasgow City         | 0–0 (efs) (6–5 p) | Peamount United     |
| PAOK                 | 1–3               | Benfica             |
| Olimpia Cluj         | 2–1               | Birkirkara          |
| Vllaznia             | 3–3 (efs) (3–2 p) | ALG Spor            |
| SFK 2000             | 4–0               | Ramat HaSharon      |

### Anden kvalifikationsrunde
Kampene blev spillet den 18. og 19. november 2020.
| Hold 1               | Resultat          | Hold 2              |
| -------------------- | ----------------- | ------------------- |
| Górnik Łęczna        | 2–1               | Apollon Limassol    |
| Gintra Universitetas | 0–7               | Vålerenga           |
| Pomurje              | 4–1               | Ferencváros         |
| Anderlecht           | 1–2               | Benfica             |
| NSA Sofia            | 0–7               | Spartak Subotica    |
| SFK 2000             | 0–2               | Zhytlobud-2 Kharkiv |
| Valur                | 1–1 (efs) (3–4 p) | Glasgow City        |
| St. Pölten           | 1–0               | CSKA Moskva         |
| Vllaznia             | 0–2               | FC Minsk            |
| Olimpia Cluj         | 0–1               | Lanchkhuti          |

## Slutspil

### Sekstendedelsfinaler
Lodtrækningen til sekstendedelsfinalerne blev foretaget den 24. november 2020, 12:00 CET.
De første kampe blev spillet den 9. og 10. december, og returkampene spilles den 15. 16. og 17. december 2020.
| Hold 1               | Samlet      | Hold 2              | 1. kamp | 2. kamp   |
| -------------------- | ----------- | ------------------- | ------- | --------- |
| St. Pölten           | 3–0         | Zürich              | 2–0     | 1–0       |
| Juventus             | 2–6         | Lyon                | 2–3     | 0–3       |
| Pomurje              | 2–6         | Fortuna Hjørring    | 0–3     | 2–3       |
| PSV                  | 2–8         | Barcelona           | 1–4     | 1–4       |
| Lanchkhuti           | 0–17        | Rosengård           | 0–7     | 0–10      |
| Spartak Subotica     | 0–7         | VfL Wolfsburg       | 0–5     | 0–2       |
| Zhytlobud-2 Kharkiv  | 2–2 (a)     | BIIK Kazygurt       | 2–1     | 0–1       |
| FC Minsk             | 1–2         | LSK Kvinner         | 0–2     | 1–0       |
| Kopparbergs/Göteborg | 1–5         | Manchester City     | 1–2     | 0–3       |
| Fiorentina           | 3–2         | Slavia Prag         | 2–2     | 1–0       |
| Vålerenga            | 1–1 (4–5 p) | Brøndby             | —       | 1–1 (efs) |
| Górnik Łęczna        | 1–8         | Paris Saint-Germain | 0–2     | 1–6       |
| Sparta Prague        | 3–1         | Glasgow City        | 2–1     | 1–0       |
| Benfica              | 0–8         | Chelsea             | 0–5     | 0–3       |
| Ajax                 | 1–6         | Bayern München      | 1–3     | 0–3       |
| Servette Chênois     | 2–9         | Atlético Madrid     | 2–4     | 0–5       |

### Ottendedelsfinaler
Lodtrækningen til Ottendedelsfinalerne vil blive afholdt den 18. december 2020. De første kampe vil blive spillet den 3. og 4. marts, og returkampene vil blive spillet den 10. og 11. marts 2021.

### Seedning
De 16 hold er seedet efter deres UEFA kvinders klub koefficienter.
| Gruppe 1                                                 | Gruppe 1                                                      | Gruppe 2                                                 | Gruppe 2                                                 |
| Seedet                                                   | Useedet                                                       | Seedet                                                   | Useedet                                                  |
| -------------------------------------------------------- | ------------------------------------------------------------- | -------------------------------------------------------- | -------------------------------------------------------- |
| - VfL Wolfsburg - Barcelona - Bayern München - Rosengård | - Fortuna Hjørring - LSK Kvinner - BIIK Kazygurt - St. Pölten | - Lyon - Paris Saint-Germain - Manchester City - Chelsea | - Atlético Madrid - Brøndby - Sparta Prague - Fiorentina |

### Sammendrag
De første kampe blev spillet den 3. og 4. og 9. marts, returkampene blev spillet den 10., 11. og 17. marts 2021.
| Hold 1              | Samlet | Hold 2           | 1. kamp | 2. kamp     |
| ------------------- | ------ | ---------------- | ------- | ----------- |
| VfL Wolfsburg       | 4–0    | LSK Kvinner      | 2–0     | 2–0         |
| Barcelona           | 9–0    | Fortuna Hjørring | 4–0     | 5–0         |
| Rosengård           | 4–2    | St. Pölten       | 2–2     | 2–0         |
| BIIK Kazygurt       | 1–9    | Bayern München   | 1–6     | 0–3         |
| Manchester City     | 8–0    | Fiorentina       | 3–0     | 5–0         |
| Paris Saint-Germain | 5–3    | Sparta Prag      | 5–0     | 0–3 (tild.) |
| Lyon                | 5–1    | Brøndby          | 2–0     | 3–1         |
| Chelsea             | 3–1    | Atlético Madrid  | 2–0     | 1–1         |

Noter
1. ↑  Rækkefølgen af kampene mellem Paris Saint-Germain og Sparta Prag blev byttet om efter den oprindelige lodtrækning, pga. karantæne af et stort antal spillere fra Sparta Prague før den første kamp.[7]
2. ↑  Sparta Prague v Paris Saint-Germain kampen kunne ikke spilles, da flere af spillerne fra Paris Saint-Germain var i karantæne før returkampen skulle spilles.[8] Kampen blev dømt til 3–0 sejr til Sparta Prag.[9]

### Kvartfinaler
De første kampe blev spillet den 24. marts, returkampene blev spillet den 1. og 18. april 2021.
| Hold 1              | Samlet  | Hold 2          | 1. kamp | 2. kamp |
| ------------------- | ------- | --------------- | ------- | ------- |
| Bayern München      | 4–0     | Rosengård       | 3–0     | 1–0     |
| Paris Saint-Germain | 2–2 (u) | Lyon            | 0–1     | 2–1     |
| Barcelona           | 4–2     | Manchester City | 3–0     | 1–2     |
| Chelsea             | 5–1     | VfL Wolfsburg   | 2–1     | 3–0     |

### Semifinaler
De første kampe blev spillet den 25. april, returkampene spilles den 2. maj 2021.
| Hold 1              | Samlet | Hold 2    | 1. kamp | 2. kamp |
| ------------------- | ------ | --------- | ------- | ------- |
| Paris Saint-Germain | 2–3    | Barcelona | 1–1     | 1–2     |
| Bayern München      | 3–5    | Chelsea   | 2–1     | 1–4     |

## Finalen
Finalen blev spillet den 16. maj 2021 på Gamla Ullevi, Göteborg. Lodtrækningen blev afholdt den 12. marts 2021, 12:00 CET (efter lodtrækningerne til kvartfinalerne og semifinalerne), for at afgøre hvilken semifinalevinder ville blive valgt til "hjemmehold" af administrative årsager.
| 16. maj 2021 21:00 CEST |

| Chelsea | 0–4     | Barcelona                                                             |
| ------- | ------- | --------------------------------------------------------------------- |
|         | Rapport | - Leupolz 1' (sm.) - Putellas 14' (str.) - Bonmatí 21' - Hansen 36' · |

| Gamla Ullevi, Göteborg Tilskuere: 0 Dommer: Riem Hussein (Tyskland) |

## Statistik

### Topscorere
Oversigten er opdateret til og med 25.april 2021
Der er blevet scoret 306 mål i 86 kampe, med gennemsnitlig 3.56 mål pr. kamp.
Mål scoret i kvalifikationsrunden tæller med til topscorer prisen. Navne med fed tekst viser spillere der er aktive i den aktuelle del af turneringen.
| Nr. | Spiller           | Hold                | Mål  | Mål  | Mål   |
| Nr. | Spiller           | Hold                | Kval | Turn | Total |
| --- | ----------------- | ------------------- | ---- | ---- | ----- |
| 1   | Jennifer Hermoso  | Barcelona           | —    | 6    | 6     |
| 2   | Sam Mewis         | Manchester City     | —    | 5    | 5     |
| 3   | Jelena Čanković   | Rosengård           | —    | 4    | 4     |
| 3   | Fran Kirby        | Chelsea             | —    | 4    | 4     |
| 3   | Špela Kolbl       | Pomurje             | 3    | 1    | 4     |
| 3   | Sydney Lohmann    | Bayern München      | —    | 4    | 4     |
| 3   | Melvine Malard    | Lyon                | —    | 4    | 4     |
| 3   | Asisat Oshoala    | Barcelona           | —    | 4    | 4     |
| 3   | Natia Pantsulaia  | Zhytlobud-2 Kharkiv | 4    | 0    | 4     |
| 3   | Violeta Slović    | Spartak Subotica    | 4    | 0    | 4     |
| 3   | Sanne Troelsgaard | Rosengård           | —    | 4    | 4     |

Kilde: Soccerway
Noter
- — viser at holdet ikke deltog i denne del af turneringen.

1. ↑  Finalen blev spillet bag lukkede døre på grund af coronaviruspandemien.[13]